# Lijst van beelden in Zoetermeer
Dit is een (onvolledige) chronologische lijst van beelden in Zoetermeer. Onder een beeld wordt hier verstaan elk driedimensionaal kunstwerk in de openbare ruimte van de Nederlandse gemeente Zoetermeer, waarbij beeld wordt gebruikt als verzamelbegrip voor sculpturen, standbeelden, installaties, gedenktekens en overige beeldhouwwerken.
Voor een volledig overzicht van de beschikbare afbeeldingen zie: Beelden in Zoetermeer op Wikimedia Commons.
| Geplaatst | Omschrijving                                                    | Kunstenaar                                          | Straat                                                                 | Plaats     | Materiaal            | Afbeelding |
| --------- | --------------------------------------------------------------- | --------------------------------------------------- | ---------------------------------------------------------------------- | ---------- | -------------------- | ---------- |
| 1916      | St. Nicolaas                                                    |                                                     | Dorpsstraat 24 (kerk)                                                  | Zoetermeer |                      |            |
| 1949      | Oorlogsmonument                                                 | Jan Buijs                                           | Dorpsstraat                                                            | Zoetermeer |                      |            |
| 1951      | Monument Julianalaan                                            | Jan Bijhouwer                                       | Julianalaan                                                            | Zoetermeer |                      |            |
| 1963      | Huppelende kinderen                                             | Minke Kleima-Roorda                                 | Dr. J.W. Paltelaan                                                     | Zoetermeer | Brons                |            |
| 1965      | Mozaïek van kind en vogel                                       |                                                     | Dr. J.W. Paltelaan                                                     | Zoetermeer | Keramiek             |            |
| 1969      | Vis                                                             | Lon Pennock                                         | Dr. J.W. Paltelaan                                                     | Zoetermeer | Aluminium            |            |
| 1971      | Hout in reliëf                                                  | Henk Oosterbrink                                    | Van Duvenvoordepad                                                     | Zoetermeer | Hout                 |            |
| 1971      | Spagaat                                                         | Frits Stauthamer                                    | Schoolstraat                                                           | Zoetermeer | Hout                 |            |
| 1972      | Paard en wagen en kinderen                                      | Bram Roth                                           | Van Lierpad                                                            | Zoetermeer | Brons                |            |
| 1974      | Drie keramieken                                                 | Jan Snoeck                                          | Willem Alexanderplantsoen                                              | Zoetermeer | Keramiek             |            |
| 1974      | Kledingstukken                                                  | Ivo Coljé                                           | Kerkenbos 12, school                                                   | Zoetermeer |                      |            |
| 1974      | Woezel                                                          | Marijke Quendag                                     | César Franckrode 66-68                                                 | Zoetermeer |                      |            |
| 1974      | Zeehond                                                         | Theresia van der Pant                               | Fivelingo 84                                                           | Zoetermeer |                      |            |
| 1975      | Kippen                                                          | Frank Letterie                                      | Willem Alexanderplantsoen 10, school                                   | Zoetermeer |                      |            |
| 1975      | Betonnen schijven                                               | Lucien den Arend                                    | Roelantshove / Nesciohove                                              | Zoetermeer | Beton                |            |
| 1975      | Glooiende heuvels                                               |                                                     | Roelantshove / Nesciohove                                              | Zoetermeer | Beton                |            |
| 1977      | Handdoeken                                                      | Freek Henkes                                        | Weigeliapark                                                           | Zoetermeer | Keramiek             |            |
| 1978      | Zwanen                                                          | Wim Sebel                                           | Dorpsstraat                                                            | Zoetermeer | Beton                |            |
| 1978      | Betonnen vuilniszakken                                          | Berry Holslag                                       | Moerbijgaarde                                                          | Zoetermeer | Beton                |            |
| 1978      | Sporten in hout                                                 | Ineke Visser                                        | Brabanderhove                                                          | Zoetermeer | Multiplex            |            |
| 1978      | Leunende pylonen                                                | David Vandekop                                      | Hugo de Grootlaan/ Zegwaarseweg                                        | Zoetermeer |                      |            |
| 1978      | Bokspringende kinderen                                          | Gillis Kalisvaart                                   | Kerkenbos 24                                                           | Zoetermeer |                      |            |
| 1978      | Vissenkoppen                                                    | Bas Maters                                          | Muzieklaan, school                                                     | Zoetermeer |                      |            |
| 1979      | Tetraeder                                                       | Rudolf Wolf                                         | Voorweg 134                                                            | Zoetermeer |                      |            |
| 1979      | Afslagnummers                                                   | Johan Goedthart                                     | Muzieklaan                                                             | Zoetermeer | Beton                |            |
| 1979      | Witte fietsen                                                   | Berry Holslag                                       | Moerbijgaarde                                                          | Zoetermeer | Keramiek             |            |
| 1979      | Ketting                                                         | Roel Teeuwen                                        | Irisvaart / Egelskopvaart                                              | Zoetermeer | Beton                |            |
| 1980      | Ruimtelijke sculpturen                                          | Margot Zanstra                                      | Brusselstraat                                                          | Zoetermeer | Perspex / aluminium  |            |
| 1980      |                                                                 | Joost Baljeu                                        | Burgemeester Wegstapelplein                                            | Zoetermeer | Aluminium            |            |
| 1981      | Twee driehoeken                                                 | Henk van Bennekum                                   | Broekwegschouw / Esmoreitschouw                                        | Zoetermeer | Roestvrij staal      |            |
| 1982      | Betonnen bollen                                                 | Prosper Verwilligen                                 | Chaplinstrook                                                          | Zoetermeer | Beton                |            |
| 1982      | Waaier                                                          | Marus van der Made                                  | Vijverdreef                                                            | Zoetermeer | Roestvrij staal      |            |
| 1983      | Danseres                                                        | Eddy Roos                                           | Wilhelminapark                                                         | Zoetermeer | Brons                |            |
| 1984      | Mobiel                                                          | Dick Box                                            | Broekwegkade, noordelijk van Vakgemaal De Leyens                       | Zoetermeer | Roestvrij staal      |            |
| 1984      | Mobiel                                                          | Dick Box                                            | Broekwegkade, zuidelijk van Vakgemaal De Leyens                        | Zoetermeer | Roestvrij staal      |            |
| 1984      | Staalplaat                                                      | Tony Andreas                                        | Heijermanshove                                                         | Zoetermeer | Staal                |            |
| 1984      | Twee driehoeken (2)                                             | Henk van Bennekum                                   | Strindbergzijde/ Broekwegzijde                                         | Zoetermeer |                      |            |
| 1985      | Fluitend Meisje                                                 | Tineke Bot                                          | Promenade Plein                                                        | Zoetermeer | Brons                |            |
| 1985      | Wandreliefs                                                     | Bernard Olsthoorn                                   | Stadhuisplein 1 en 2                                                   | Zoetermeer | Hardsteen            |            |
| 1986      | Dobbe-eiland                                                    | Kees Verschuren                                     | Dobbe-eiland                                                           | Zoetermeer | Staal / beton        |            |
| 1987      | Waar ben je bang voor?                                          | Dicky Brand                                         | Dobbepark / Londenstraat                                               | Zoetermeer | Plaatstaal           |            |
| 1987      | Staalplaten                                                     | Marus van der Made                                  | Filmlaan                                                               | Zoetermeer | Staal                |            |
| 1987/2016 | Obelisk                                                         | Jan Samsom                                          | Burgemeester Hoekstrapark                                              | Zoetermeer | Graniet              |            |
| 1987/2016 | Piramide                                                        | Jan Samsom                                          | Burgemeester Hoekstrapark                                              | Zoetermeer | Graniet              |            |
| 1988      | Oude Dorp Nieuwe Stad                                           | Fortuyn/O'Brien                                     | Marseillepad / Lyonpad                                                 | Zoetermeer | Staal / beton        |            |
| 1988      | Werk is gedaan                                                  | Miep Maarse                                         | Hippodamusruimte 6 en 8                                                | Zoetermeer |                      |            |
| 1989      | RVS objecten - Van Lamsweerde                                   | Eugène van Lamsweerde                               | Europaweg                                                              | Zoetermeer | Roestvrij staal      |            |
| 1990      | Meisje spelend met hond                                         | Evert den Hartog                                    | Driekant                                                               | Zoetermeer | Brons                |            |
| 1990      | -M-Monument voor een Monument                                   | Han Goan Lim                                        | Dorpstraat 7                                                           | Zoetermeer |                      |            |
| 1990      | Edens end                                                       | Herman Lamers                                       | Dorpstraat 7                                                           | Zoetermeer |                      |            |
| 1990      | Facades                                                         | Hans van Bentem                                     | Dorpstraat 7                                                           | Zoetermeer |                      |            |
| 1990      | Gebroken verleden                                               | Diet Wiegman                                        | Dorpstraat 7                                                           | Zoetermeer |                      |            |
| 1990      | Monument voor een boom                                          | Dicky Brand                                         | Park Palenstein                                                        | Zoetermeer |                      |            |
| 1990      | Schaal 1:4                                                      | Barbara Kletter                                     | Dorpstraat 7                                                           | Zoetermeer |                      |            |
| 1991      | Paddenstoelen                                                   | Alfred Eikelenboom                                  | Sullivanlijn, park                                                     | Zoetermeer |                      |            |
| 1991      | Olifant                                                         | Gerard Brouwer                                      | Scheglaan 12 (in vijver)                                               | Zoetermeer |                      |            |
| 1992      | Victory-Love-Conquest, A Monument to                            | Paul Perry                                          | Floriadepark                                                           | Zoetermeer |                      |            |
| 1992      | Kasconstructie                                                  | Marinus Boezem                                      | Floriadepark                                                           | Zoetermeer |                      |            |
| 1992      | Zonder titel; Betonnen tafels met gezandstraalde voorstellingen | Matt Mullican                                       | Floriadepark                                                           | Zoetermeer |                      |            |
| 1993      | Fire, earth and water                                           | J.G.T.M. Taudin Chabot                              | Brede Akkerpad                                                         | Zoetermeer |                      |            |
| 1993      | Zonder titel                                                    | Marus van der Made                                  | Morapad                                                                | Zoetermeer |                      |            |
| 1993      | Culture Conjunction                                             | Hans van Bentem                                     | Schoolstraat/ Gardestraat                                              | Zoetermeer |                      |            |
| 1995      | "Gesloten huis" (2-delig)                                       | Herbert Nouwens                                     | Waterzuiveringsweg                                                     | Zoetermeer | staal                |            |
| 1998      | Zonder titel                                                    | Gerart Kamphuis                                     | Londenstraat 282                                                       | Zoetermeer | Messing              |            |
| 1998      | Welkom                                                          | Gerard Brouwer                                      | Markt                                                                  | Zoetermeer | Brons                |            |
| 1998      | Energie                                                         | Marus van der Made                                  | Buytenparklaan                                                         | Zoetermeer |                      |            |
| 1999      | Vogels in het riet                                              | Yvon Grevers                                        | Mahatma Gandhisingel                                                   | Zoetermeer |                      |            |
| 2000      | Straatveger                                                     | Gerard van Steenbergen                              | Camee                                                                  | Zoetermeer |                      |            |
| 2000      | Ode aan de droogleggers                                         | Ien Dobbelaar                                       | Peggekade/ Kadelaan                                                    | Zoetermeer |                      |            |
| 2001      | Mahatma Gandhi                                                  | Ramesh Bisht                                        | M.Gandhisingel/ Kayelaan                                               | Zoetermeer |                      |            |
| 2001      | Zonder titel                                                    | Peer Veneman                                        | Argonstraat 45                                                         | Zoetermeer |                      |            |
| 2002      | 15 Triomfbogen                                                  | Robert Verhaaf                                      | Floriadepark                                                           | Zoetermeer |                      |            |
| 2002      | Beg, scream and shout                                           | Roos Theuws                                         | Balthasarschans 8                                                      | Zoetermeer | Aluminium            |            |
| 2002      | Zonder titel                                                    | Annemarieke van den Bosch                           | Chaplinstrook 2                                                        | Zoetermeer |                      |            |
| 2002      | Rode Haan en digitale gevelsteen                                | Albert Kliest                                       | Olof Palmelaan                                                         | Zoetermeer |                      |            |
| 2003      | Brugleuningen dierfiguren                                       | Ton Zwerver                                         | De Keyserplan                                                          | Zoetermeer |                      |            |
| 2005      | Interaction I en II                                             | Frans en Marja de Boer-Lichtveld                    | Dobbeplas (van 1988 tot 2005 stond dit kunstwerk op het Stadhuisplein) | Zoetermeer | Brons                |            |
| 2005      | IJsslee                                                         | Moritz Ebinger                                      | Dobbepark                                                              | Zoetermeer |                      |            |
| 2006      | De stilstaande reis                                             | Laurens Herpt                                       | Linieschans/ Schansbaan                                                | Zoetermeer |                      |            |
| 2006      | De virtuele bovenleiding                                        | Marina Venendaal                                    | Schansbaan/ Royschans                                                  | Zoetermeer |                      |            |
| 2006      | De virtuele opstapplaats                                        | Hetty Arens                                         | Hugo de Grootlaan/ Zegwaarseweg                                        | Zoetermeer |                      |            |
| 2006      | Virtueel station                                                | Yke Prins                                           | Hugo de Grootlaan/ Hekendorpstraat                                     | Zoetermeer |                      |            |
| 2007      | De turfkachel                                                   | William Speakman                                    | Dorpsstraat 58                                                         | Zoetermeer |                      |            |
| 2007      | De schelp van Oosterheem                                        | Caroline Kortenhorst & Mark Oonk                    | Zanzibarplein                                                          | Zoetermeer |                      |            |
| 2008      | Speelvis                                                        | Hans van Bentem                                     | Dorpsstraat 99                                                         | Zoetermeer |                      |            |
| 2008      | Twee Mozaiekbanken "Samen"                                      | Jackie Bouw en achttien verstandelijk gehandicapten | Van Aalstlaan                                                          | Zoetermeer |                      |            |
| 2008      | "De Aardappelmannetjes"                                         | Joost van den Toorn                                 |                                                                        | Zoetermeer |                      |            |
| 2010      | Mobile                                                          | Marijke Wijgerinck & Trudy Bersma                   | Pilatusdam                                                             | Zoetermeer |                      |            |
| 2011      | Meet & Greet                                                    | Marjolijn Mandersloot                               | Kerkenbos                                                              | Zoetermeer |                      |            |
| 2011      | Arcadian Blind                                                  | Dennis Adams                                        | Albert Schweitzersingel                                                | Zoetermeer |                      |            |
| 2012      | V                                                               | Marcel Kronenburg                                   | Dr. J.W. Paltelaan                                                     | Zoetermeer |                      |            |
| 2012      | IKJOUJIJMIJ                                                     | Rob Sweere                                          | Oostkade en Olof Palmelaan                                             | Zoetermeer |                      |            |
| 2013      | Birthmark                                                       | Hans van Houwelingen                                | Heempad                                                                | Zoetermeer | Gegalvaniseerd staal |            |
| 2014      | Meer dan wij hebben ervaren is gebeurd                          | Gijs Frieling                                       | Schansbos                                                              | Zoetermeer |                      |            |
| 2014      | Melite                                                          | Richard van der Koppel                              | Van Leeuwenhoeklaan (In vijver naast gebouw Buitenhof)                 | Zoetermeer | polyester            |            |
| 2015      | Base Ball                                                       | Rini van Leeuwen                                    | Van der Hagenstraat                                                    | Zoetermeer |                      |            |
| 2016      | Binnen de lijntjes                                              | Elias Tieleman                                      | Willem Alexanderplantsoen                                              | Zoetermeer |                      |            |
| 2016      | De Stuiter                                                      | Sanja Medic                                         | Amerikaweg                                                             | Zoetermeer |                      |            |
| 2016      | Maquettetafel 1/4 insecten huis                                 | Alphons ter Avest                                   | Lenastroom                                                             | Zoetermeer |                      |            |
| 2017      | Elf bollen                                                      | Tobias Becker Hoff                                  | Van der Hagenstraat                                                    | Zoetermeer |                      |            |
| 2017      | Het Wonderkabinet                                               | Karin Colen                                         | Fivelingo                                                              | Zoetermeer |                      |            |
| 2018      | De man die vuur geeft                                           | Jan Fabre                                           | Stadhuisplein                                                          | Zoetermeer |                      |            |
| 2019      | De Reiziger                                                     | Emmy Dijkstra                                       | Zuidwaarts                                                             | Zoetermeer |                      |            |
| 2019      | Klimboom                                                        | Reinier Lagendijk                                   | Nesciohove                                                             | Zoetermeer |                      |            |
| 2020      | De Bloembank                                                    | AnneMarie van Splunter                              | Overwater                                                              | Zoetermeer |                      |            |
| Onbekend  | Schatkist                                                       | Ronald Hout                                         | Prismalaan                                                             | Zoetermeer |                      |            |
|           | Graniet                                                         | onbekend                                            | Morapad                                                                | Zoetermeer |                      |            |
| Onbekend  | Onbekend                                                        | Onbekend                                            | Rotonde                                                                | Zoetermeer |                      |            |
|           | onbekend                                                        | onbekend                                            | Floriadepark                                                           | Zoetermeer |                      |            |